# 赵文亮 (演员)
赵文亮，中国男演员，主要作品有《雍正王朝》、《乾隆王朝》、《李卫当官》、《东周列国春秋篇》。

## 主要作品

### 电视剧
- 《雍正王朝》饰演 刘八女
- 《乾隆王朝》饰演 丁文光
- 《李卫当官》饰演 彭师爷
- 《东周列国春秋篇》饰演 僖负羁
- 《笑傲江湖》饰演 黃鍾公
- 《江山风雨情》饰演 代善